# SEG Racing/Saison 2015
Dieser Artikel listet Erfolge und Fahrer des Radsportteams SEG Racing in der Saison 2015 auf.

## Erfolge in der UCI Europe Tour
In den Rennen der Saison 2015 der UCI Europe Tour gelangen die nachstehenden Erfolge.
| Datum       | Rennen                                                 | Kat. | Fahrer            |
| ----------- | ------------------------------------------------------ | ---- | ----------------- |
| 5. April    | 3. Etappe Le Triptyque des Monts et Châteaux           | 2.2  | Steven Lammertink |
| 18. April   | Arno Wallaard Memorial                                 | 1.2  | Jasper Bovenhuis  |
| 28. April   | 4. Etappe Tour de Bretagne                             | 2.2  | Alex Peters       |
| 15. Mai     | 2. Etappe Tour de Berlin (EZF)                         | 2.2U | Steven Lammertink |
| 14.–16. Mai | Gesamtwertung Tour de Berlin                           | 2.2U | Steven Lammertink |
| 24. Juni    | Niederländische Meisterschaft – Einzelzeitfahren (U23) | CN   | Steven Lammertink |
| 19. Juli    | 5. Etappe Giro della Valle d’Aosta                     | 2.2U | Koen Bouwman      |

## Mannschaft
| Name                | Geburtstag       | Nationalität           | Team 2014                         |
| ------------------- | ---------------- | ---------------------- | --------------------------------- |
| Julius van den Berg | 23. Oktober 1996 | Niederlande            | Neoprofi                          |
| Jenthe Biermans     | 30. Oktober 1995 | Belgien                | Development Team Giant-Shimano    |
| Jonas Bokeloh       | 16. März 1996    | Deutschland            | Neoprofi                          |
| Koen Bouwman        | 2. Dezember 1993 | Niederlande            | Cyclingteam Jo Piels              |
| Jasper Bovenhuis    | 27. Juli 1991    | Niederlande            | Koga Cycling Team                 |
| Ricardo van Dongen  | 18. Juni 1994    | Niederlande            | Rabobank Development Team         |
| Davy Gunst          | 30. Januar 1995  | Niederlande            | Neoprofi                          |
| Yoeri Havik         | 19. Februar 1991 | Niederlande            | Cyclingteam de Rijke              |
| Fabio Jakobsen      | 31. August 1996  | Niederlande            | Neoprofi                          |
| Jiang Zhihui 1      | 3. März 1994     | Volksrepublik China    | Giant-Champion System Pro Cycling |
| Magnus Klaris       | 23. Januar 1996  | Dänemark               | Neoprofi                          |
| Steven Lammertink   | 4. Dezember 1993 | Niederlande            | Cyclingteam Jo Piels              |
| Rob Leemans         | 1. Juli 1993     | Belgien                | Neoprofi                          |
| Sea Keong Loh 1     | 2. November 1986 | Malaysia               | Team Giant-Shimano                |
| Robert-Jon McCarthy | 30. März 1994    | Australien             | An Post-Chain Reaction            |
| Alex Peters         | 31. März 1994    | Vereinigtes Königreich | Madison Genesis                   |